# Leons
Leons (en néerlandais : Lions) est un village de la commune néerlandaise de Leeuwarden, dans la province de Frise.

## Géographie
Le village est situé au sud-ouest de Leeuwarden, près de Baard.

## Histoire
Leons fait partie de la commune de Baarderadeel avant 1984, puis de Littenseradiel avant le 1er janvier 2018, où celle-ci est supprimée. Depuis cette date, Leons appartient à Leeuwarden.

## Démographie
Le 1er janvier 2018, le village comptait 25 habitants.